# Orocharis taciturnus
Orocharis taciturnus är en insektsart som beskrevs av Otte, D. 2006. Orocharis taciturnus ingår i släktet Orocharis och familjen syrsor. Inga underarter finns listade i Catalogue of Life.